# 中国融通资产管理集团
中国融通资产管理集团有限公司，简称中国融通（CRTC），是中华人民共和国国务院授权国务院国有资产监督管理委员会管理的国有特大型中央企业集团、商业类独资企业。该公司主要经营业务包括房地产、农业、酒店及旅游业、商业服务、资源回收利用、科技服务、医疗健康、安保服务、教育、财务、保险等领域。

## 历史
中国融通于2019年7月成立筹备组，由中国兵器工业集团原董事长温刚任党委书记、董事长，中国诚通原董事长马正武任总经理。二人分别于2019年1月和2月离开上述央企。此外，中国建筑工程总公司、中粮集团、中化集团、中国航空工业集团等央企也各派驻一人出任分管副总经理。
中国融通管理经营解放军移交的全国范围内所有经营性资产及物业和农场等，在各省市基本都设有子公司和分公司。在2019年8月后，该公司密集成立了17家全资控股子公司，前缀均冠以“融通地产”的字样。此外，华润置地副总裁、华北大区总经理蒋智生，南部战区陆军政治工作部副主任、陆军少将杨广雨等，亦先后加入中国融通。在公司正式成立前，中国融通一直以“军队资产管理公司”名义出现。
2020年3月15日，中国融通正式成立。3月31日，国资委官网发布《关于将中国融通资产管理集团有限公司列入国务院国有资产监督管理委员会履行出资人职责企业名单的公告》。中国融通在国资委监管的97户央企名单中位列第10位，这一排位仅次于核工业、航天、航空、兵工、兵装等军工央企之后，位列中石油、中石化、国家电网等央企之前。因其手中掌握大量地产资源，被称为继中国铁路总公司后资产最大的央企。4月22日，中国融通首次面向社会公开招聘。

## 子公司

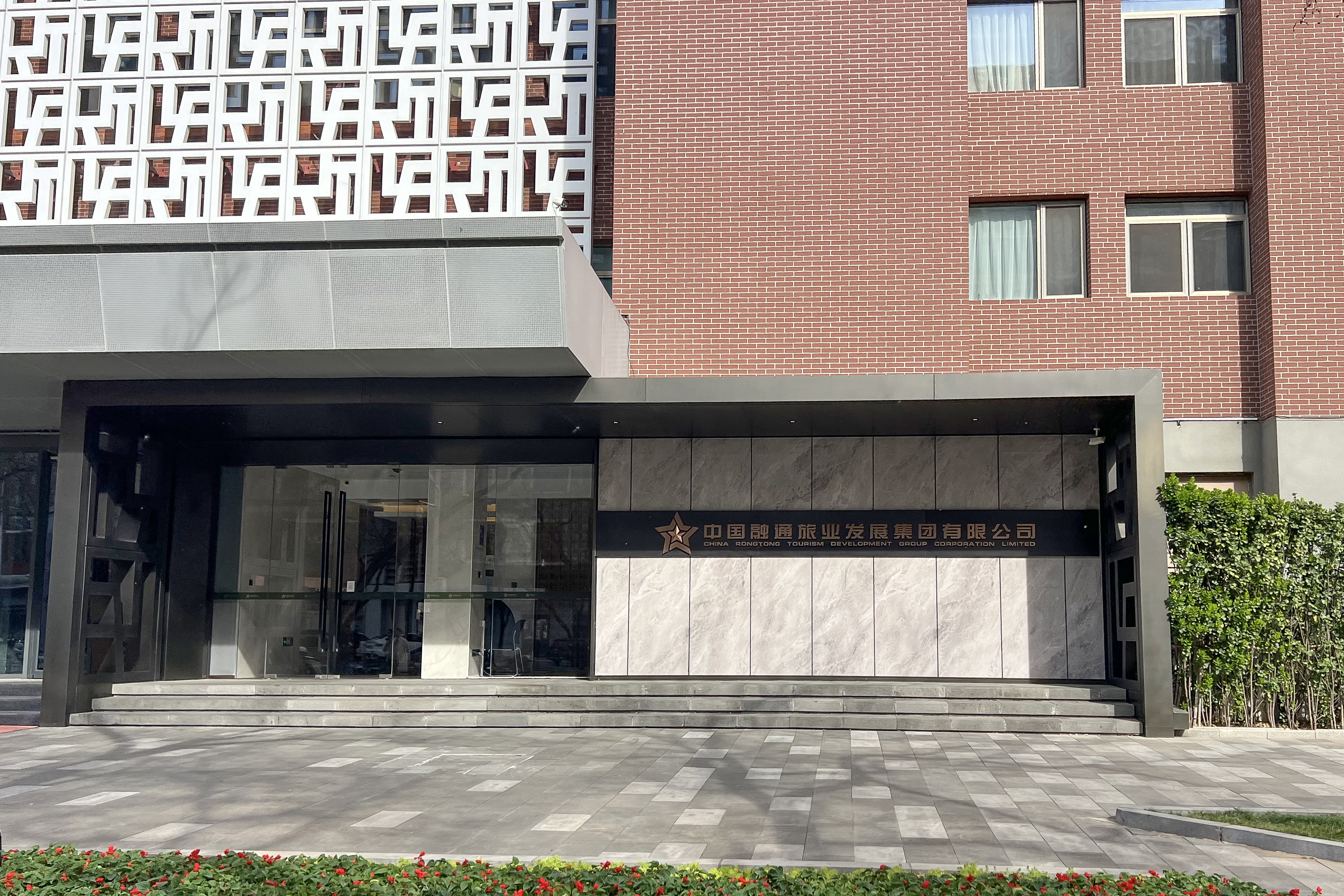
中国融通旅业发展集团有限公司，旗下管理221家酒店。原军队系统则继续管理173家内部招待所

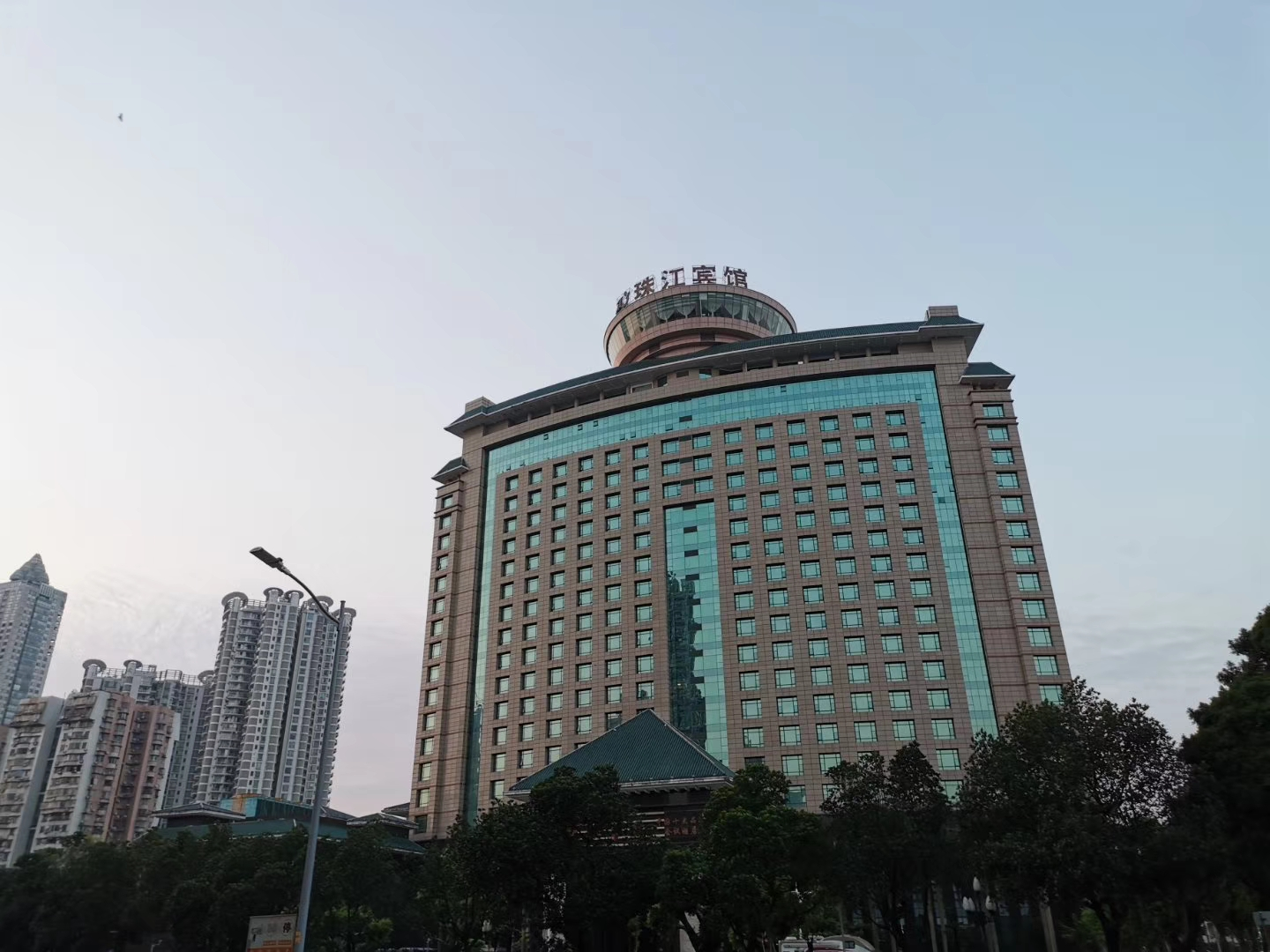
融通旅发管理的广州珠江宾馆

- 中国融通房地产集团有限公司
- 中国融通农业发展集团有限公司
- 中国融通旅业发展集团有限公司
- 中国融通商业服务集团有限公司
- 中国融通资源开发集团有限公司
- 中国融通科学研究院集团有限公司
- 中国融通医疗健康集团有限公司
- 中国融通安防国际集团有限公司
- 中国融通文化教育集团有限公司
- 中国融通集团财务有限责任公司
- 中国融通财产保险有限公司